# Мілладор (містечко, Вісконсин)
Мілладор (англ. Milladore) — місто (англ. town) в США, в окрузі Вуд штату Вісконсин. Населення — 668 осіб (2020).

## Демографія
Згідно з переписом 2010 року, у місті мешкало 690 осіб у 260 домогосподарствах у складі 196 родин. Було 277 помешкань
Расовий склад населення:
| - 99,0 % — білих - 0,3 % — чорних або афроамериканців |

До двох чи більше рас належало 0,1 %. Частка іспаномовних становила 1,4 % від усіх жителів.
За віковим діапазоном населення розподілялося таким чином: 25,5 % — особи молодші 18 років, 63,2 % — особи у віці 18—64 років, 11,3 % — особи у віці 65 років та старші. Медіана віку мешканця становила 41,1 року. На 100 осіб жіночої статі у місті припадало 117,7 чоловіків;  на 100 жінок у віці від 18 років та старших — 111,5 чоловіків також старших 18 років.
Середній дохід на одне домашнє господарство  становив 70 654 долари США (медіана — 57 031), а середній дохід на одну сім'ю — 78 203 долари (медіана — 62 188). Медіана доходів становила 40 000 доларів для чоловіків та 34 375 доларів для жінок. За межею бідності перебувало 18,8 % осіб, у тому числі 35,3 % дітей у віці до 18 років та 3,7 % осіб у віці 65 років та старших.
Цивільне працевлаштоване населення становило 366 осіб. Основні галузі зайнятості: освіта, охорона здоров'я та соціальна допомога — 20,2 %, сільське господарство, лісництво, риболовля — 15,3 %, виробництво — 13,4 %, транспорт — 11,7 %.